# Geelbuiktangare
De geelbuiktangare (Ixothraupis xanthogastra synoniem: Tangara xanthogastra) is een zangvogel uit de familie Thraupidae (tangaren). 

## Verspreiding en leefgebied
Deze soort telt 2 ondersoorten:
- I. x. xanthogastra: van oostelijk Colombia en zuidelijk Venezuela tot noordelijk Bolivia.
- I. x. phelpsi: zuidoostelijk Venezuela, noordelijk Brazilië en Guyana.